# Dio (manicheismo)
Molte posizioni riconducono la lotta fra il bene e il male a una lotta fra due forze di pari livello, eterna e senza un vincitore. Questa teorizzazione è sentita in varie sophie orientali e ha avuto una dottrina densa di conseguenze nel manicheismo. Il profeta Mani, rifacendosi alle idee di Zarathustra (latinizzato in Zoroastro) che combinava elementi di monoteismo e dualismo, nella Persia del VII secolo a.C. (odierna Iran) fece molti proseliti con una dottrina che prevedeva appunto un'eterna contrapposizione fra il principio del bene e del male: Ahura Mazdā e Arimane.
L'idea di due princìpi a fondamento dell'essere contrastava con le basi del pensiero greco, che ricercava delle spiegazioni non dicotomiche all'esistenza del male, pensando il non-essere come qualcosa di relativo e di minore, come un'inevitabile conseguenza che necessitava dell'essere-bene per esistere, mentre l'essere poteva evitare il non-essere restando Uno e tornando in sé.